# 早良郡
- 令制国一覧 > 西海道 > 筑前国 > 早良郡
- 日本 > 九州地方 > 福岡県 > 早良郡

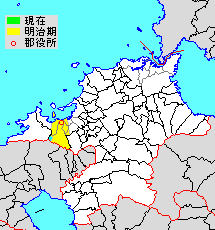
福岡県早良郡の位置

早良郡（さわらぐん）は、福岡県（筑前国）にあった郡。

## 郡域
1878年（明治11年）に行政区画として発足した当時の郡域は、下記の区域にあたる。
- 福岡市
  - 中央区の一部（概ね今川、黒門、大濠、六本松、谷、輝国、小笹、平和より南西）
  - 南区の一部（概ね長丘、長住、桧原、大平寺、柏原以西）
  - 西区の一部（生の松原、下山門、拾六町、西の丘、野方、羽根戸以東）
  - 早良区の大部分（飯場を除く）
  - 城南区の全域

## 歴史

### 古代
『和名類聚抄』によれば、毘伊（ひい、現在の城南区樋井川付近）、能解（のけ、現在の福岡市早良区野芥付近）、額田（ぬかだ、現在の西区野方付近）、早良（さわら、現在の城南区鳥飼付近）、平群（へぐり、現在の早良区羽根戸から金武付近）、田部（たべ、現在の早良区小田部付近）、曽我の7郷があったと記述される。発掘調査で規則的に並んだ掘立柱建物群や鴻臚館でも出土した8世紀の瓦、硯が出土したことから、郡衙は田部郷にあたる現在の有田二丁目交差点付近にあったと考えられるが、近年になって同様の掘立柱建物群が早良区の南西部にある金武交差点付近や金武公会堂北側から検出されている。また、郡内の駅家として額田駅が『延喜式』『和名類聚抄』に記載されており、建物跡は見つかっていないが、官道遺構の延長上にあり、地名も類似した現在の西区野方（のかた）付近に比定されている。

### 近世以降の沿革
- 明治初年時点では全域が筑前福岡藩領であった。「旧高旧領取調帳」に記載されている明治初年時点での村は以下の通り。（2町52村）

福岡城下の内の福岡地区、鳥飼村、田島村、有田村、下長尾村、上長尾村、堤村、片江村、七隈村、庄村、姪浜村、荒戸村、谷村、西新町、麁原村、荒江村、檜原村、東油山村、柏原村、残島村、飯倉村、小田部村、原村、次郎丸村、福重村、免村、田村、橋本村、戸切村、野方村、拾六町村、下山門村、石丸村、西油山村、野芥村、干隈村、西脇村、四箇村、重留村、脇山村、板屋村、東入部村、内野村、西入部村、小笠木村、椎原村、西村、石釜村、梅林村、曲淵村、飯盛村、羽根戸村、吉武村、金武村
- 明治4年7月14日（1871年8月29日） - 廃藩置県により福岡県の管轄となる。
- 明治7年（1874年） - 福岡城下の福岡地区（第一大区）より西新町、鳥飼村、谷村が離脱。
- 明治11年（1878年）11月1日 - 郡区町村編制法の福岡県での施行により、行政区画としての早良郡が発足。郡役所が西新町に設置。同時に福岡城下・福岡の区域（天神町、因幡町、橋口町、下名島町、須崎土手町、極楽寺町、須崎裏町、船津町、鍛冶町、材木町、薬院町、紺屋町、西小性町、林毛、薬院西川端、小烏馬場、薬研町、薬院堀端（薬院町堀端）、鉄砲町、東小性町、薬院東川端、養巳町（養巴ノ丁）、雁林町（雁林ノ丁）、大名町、土手町、万町、上名島町、東職人町、船町、呉服町、西職人町、本町、浜ノ町、簀子町、大工町、魚町、東唐人町、西唐人町、西唐人町山ノ上（明治14年に他の町に吸収消滅）、浪人町、桝木屋町、大円寺町、東唐人町堀端、新大工町、西町、地行東町、地行西町、地行下町（明治11年に他の町に吸収消滅）、地行川端（明治14年に他の町に吸収消滅）荒戸町、東湊町（東港町）、北湊町（北港町）、南湊町（南港町）、西湊町（西港町）、谷町、荒戸村、伊崎浦の55町1村1浦）と那珂郡内の福岡城下・博多の区域からなる福岡区が発足し、同郡より離脱[7]。

### 町村制以降の沿革

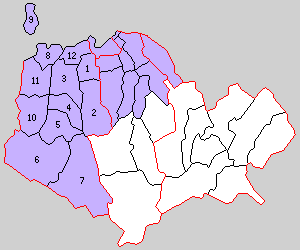
1.鳥飼村 2.樋井川村 3.原村 4.田隈村 5.入部村 6.内野村 7.脇山村 8.姪ノ浜村 9.残島村 10.金武村 11.山門村 12.西新町（紫：福岡市）

- 明治22年（1889年）4月1日 - 町村制の施行により、以下の町村が発足。全域が現・福岡市。（1町11村）
  - 鳥飼村 ← 谷村、鳥飼村［字地行東町・地行西町・桝木屋町・新大工町・西町を除く］、福岡区西町［一部］
  - 樋井川村 ← 上長尾村、下長尾村、田島村、片江村、檜原村、堤村、柏原村、東油山村
  - 原村 ← 荒江村、飯倉村、原村、七隈村、有田村、小田部村、庄村
  - 田隈村 ← 干隈村、梅林村、野芥村、西油山村、西脇村、免村、次郎丸村、田村
  - 入部村 ← 重留村、東入部村、西入部村
  - 内野村 ← 石釜村、西村、曲淵村、内野村、怡土郡飯場村
  - 脇山村 ← 脇山村、小笠木村、椎原村、板屋村
  - 姪ノ浜村（姪浜村が単独村制）
  - 残島村（単独村制）
  - 金武村 ← 四箇村、金武村、飯盛村、吉武村、羽根戸村
  - 山門村 ← 戸切村、野方村、橋本村、福重村、石丸村、拾六町村、下山門村
  - 西新町 ← 西新町、麁原村
  - 荒戸村および鳥飼村の一部（字地行東町・地行西町・桝木屋町・新大工町・西町）が福岡市の一部となる。
- 明治24年（1891年） - 山門村が改称して壱岐村となる。
- 明治26年（1893年）1月10日 - 姪ノ浜村が町制施行・改称して姪浜町となる。（2町10村）
- 明治29年（1896年）7月1日 - 郡制を施行。
- 大正8年（1919年）11月1日 - 鳥飼村が福岡市に編入。（2町9村）
- 大正11年（1922年）4月1日 - 西新町が福岡市に編入。（1町9村）
- 大正12年（1923年）4月1日 - 郡会が廃止。郡役所は存続。
- 大正15年（1926年）7月1日 - 郡役所が廃止。以降は地域区分名称となる。
- 昭和4年（1929年）4月1日 - 原村・樋井川村が福岡市に編入。（1町7村）
- 昭和8年（1933年）4月1日 - 姪浜町が福岡市に編入。（7村）
- 昭和16年（1941年）10月15日 - 壱岐村・残島村が福岡市に編入。（5村）
- 昭和29年（1954年）10月1日 - 田隈村が福岡市に編入。（4村）
- 昭和30年（1955年）1月1日 - 内野村・脇山村・入部村が合併して早良村が発足。（2村）
- 昭和31年（1956年）8月1日 - 早良村が町制施行して早良町となる。（1町1村）
- 昭和35年（1960年）8月27日 - 金武村が福岡市に編入。（1町）
- 昭和50年（1975年）3月1日 - 早良町が福岡市に編入。同日早良郡消滅。

### 変遷表
| 明治22年以前 | 明治22年4月1日 | 明治22年 - 大正15年             | 昭和1年 - 昭和19年            | 昭和20年 - 昭和34年                              | 昭和35年 - 現在              | 現在   |
| ------------ | -------------- | ------------------------------- | ----------------------------- | ------------------------------------------------ | ---------------------------- | ------ |
|              | 福岡市         | 福岡市                          | 福岡市                        | 福岡市                                           | 福岡市                       | 福岡市 |
|              | 鳥飼村         | 大正8年11月1日 福岡市に編入     | 福岡市                        | 福岡市                                           | 福岡市                       | 福岡市 |
|              | 西新町         | 大正11年4月1日 福岡市に編入     | 福岡市                        | 福岡市                                           | 福岡市                       | 福岡市 |
|              | 原村           | 原村                            | 昭和4年4月1日 福岡市に編入    | 福岡市                                           | 福岡市                       | 福岡市 |
|              | 樋井川村       | 樋井川村                        | 昭和4年4月1日 福岡市に編入    | 福岡市                                           | 福岡市                       | 福岡市 |
|              | 姪ノ浜村       | 明治26年1月10日 町制改称 姪浜町 | 昭和8年4月1日 福岡市に編入    | 福岡市                                           | 福岡市                       | 福岡市 |
|              | 山門村         | 明治24年 改称 壱岐村            | 昭和16年10月15日 福岡市に編入 | 福岡市                                           | 福岡市                       | 福岡市 |
|              | 残島村         | 昭和16年 改称 能古村            | 昭和16年10月15日 福岡市に編入 | 福岡市                                           | 福岡市                       | 福岡市 |
|              | 田隈村         | 田隈村                          | 田隈村                        | 昭和29年10月1日 福岡市に編入                     | 福岡市                       | 福岡市 |
|              | 金武村         | 金武村                          | 金武村                        | 金武村                                           | 昭和35年8月27日 福岡市に編入 | 福岡市 |
|              | 内野村         | 内野村                          | 内野村                        | 昭和30年1月1日 早良村 昭和31年8月1日 町制 早良町 | 昭和50年3月1日 福岡市に編入  | 福岡市 |
|              | 脇山村         | 脇山村                          | 脇山村                        | 昭和30年1月1日 早良村 昭和31年8月1日 町制 早良町 | 昭和50年3月1日 福岡市に編入  | 福岡市 |
|              | 入部村         | 入部村                          | 入部村                        | 昭和30年1月1日 早良村 昭和31年8月1日 町制 早良町 | 昭和50年3月1日 福岡市に編入  | 福岡市 |

## 行政
歴代郡長
| 代 | 氏名 | 就任年月日                | 退任年月日                | 備考                   |
| -- | ---- | ------------------------- | ------------------------- | ---------------------- |
| 1  |      | 明治11年（1878年）11月1日 |                           |                        |
|    |      |                           | 大正15年（1926年）6月30日 | 郡役所廃止により、廃官 |

## 関連文献
- 早良郡志（福岡県早良郡役所、1923年） - Google ブックス